# Filippo Tacconi
Filippo Tacconi, popolarmente noto come er gobbo Taccone, o Pippo er gobbo (Roma, 29 dicembre 1805 – Roma, 1870), è stato un drammaturgo e attore teatrale italiano.
È noto per aver rifondato nell'Ottocento il teatro in dialetto romanesco.

## Biografia
Nacque da genitori di condizione civile. Sua madre morì nel darlo alla luce. Spinto dal padre militare, nel 1820 si arruolò nell'esercito pontificio. Ottenuto però nel 1825 il congedo, preferì occuparsi come cuoco presso la famiglia baronale degli Orsini. Nel frattempo cominciò a frequentare i teatri, e a prendere parte alle prime recite in compagnie di filodrammatici. Passato a lavorare come uomo di fatica in un negozio di caffè, gli occorse un incidente mentre stava alzando un grosso peso e, slogatasi la spalla destra, rimase gobbo. Questa menomazione si rivelò paradossalmente la sua fortuna perché lo forzò ad impegnarsi a tempo pieno nell'attività teatrale.
Nel 1834 agiva in Roma l'attore e capocomico Giovan Battista Trabalza, valente  Pulcinella. D'accordo con l'impresario del Teatro Pallacorda Felice Quadrari, il Trabalza, per far colpo sulla piazza romana, decise di mettere in scena un lavoro in dialetto romanesco, e cercò la collaborazione di Tacconi e del suggeritore Annibale Sansoni. Procuratasi una copia del Meo Patacca di Berneri, Tacconi e Sansoni ne rielaborarono la materia e scrissero il Duello de Marco Pepe e Meo Patacca, dando vita alla prima commedia teatrale interamente scritta in romanesco e in cui assumeva un peso centrale la figura di Marco Pepe. Posta in scena al Pallacorda, il successo fu enorme e spinse il Quadrari ad accordare centinaia di repliche.
Nel biennio 1835-1836 cominciò i primi esperimenti per realizzare una compagnia propria, ma nel 1839, tornato nella compagnia Trabalza, sostituì il celebre caratterista Negroni per la parte di Marco Pepe. Nella veste di questo personaggio, incarnazione del rionante monticiano, che lo stereotipo voleva bullo a parole, ma pusillanime al momento di passare ai fatti, sul genere dei tradizionali capitani della commedia dell'arte, Tacconi dette gran prova di sé, riuscendo a trascinare il pubblico con la sua mordente comicità.
Era questa sua un'attitudine che gli avrebbe attirato le censure dell'autoritario governo pontificio. Celebre la frecciata che lanciò dal palcoscenico del Valletto in una sera del carnevale 1860, per dirla con un verso di Augusto Marini, doppo le botte de Casterfidardo, quando i soldati del papa - tra cui i palatini - furono sonoramente battuti dalle truppe italiane guidate da Vittorio Emanuele II. Il Governo pontificio, per ricompensare i suoi soldati di quelle note sventole, aveva pensato bene di decorarli tutti d'una medaglia, la quale era tonda e bucata, e nel vuoto teneva incastrata una croce capovolta. Il popolino aveva affibbiato a questa medaglia il nomignolo di ciambellone, come certi dolci tradizionali di poca spesa fatti di farina di anaci, che si vendevano con l'acquavite. Si replicava, allora, il Meo. Al secondo atto Marco Pepe va a fare una serenata alla sua bella accompagnato da una schiera di suonatori di mandolini e di chitarre. Finita la serenata licenzia i suonatori promettendo loro una ricompensa. Una sera, al secondo atto, e appunto dopo la tarantella, Marco Pepe, ossia il Tacconi, si rivolse agli amichi che l'aveveno accompagnato co li soni, e variando, d'un lampo, la solita battuta grida loro: «Addio, rigazzi, andatevene ar caffè del Rampino, e aspettateme là defora, che doppo ch'averete presa l'acquavita, vierò io e v'arigalerò er ciammellone». Pijjà l'acquavita in romanesco significava prenderne di santa ragione. Il pubblico proruppe in uno scoppio d'applausi mentre i gendarmi, volati sul palcoscenico, presero Tacconi, lo legarono e lo condussero subito alle Carceri Nuove .
Nel '42-'43 fu impresario al Teatro Pace dove, insieme con la sua compagnia, presentò una troupe di acrobati, detti Alcìdi, da lui stesso composta. Nel 1859 calcò le scene del Teatro delle Muse La compagnia in dialetto romanesco e vaudevilles diretta da Filippo Tacconi, che nello stesso anno inaugurò la stagione al Capranica, con il Meo Patacca musicato da Galanti.
Nel 1863 tentò la fortuna fuori Roma, ma ad Ancona, dopo tanti successi, fu sonoramente fischiato. Fu un colpo durissimo, dal quale il Tacconi non seppe più riprendersi. Lasciò allora il testimone a Pippo Tamburri e si ritirò dalle scene nel 1868. Morì pochi anni dopo in povertà.

## Opere
- Aristodemo, parodia in romanesco;
- Le belle de Muro Novo, oppuramente, Ve l'hanno fatta, sor boccio, commedia ridotta in romanesco (1844);
- Caterina Ortica, commedia in romanesco;
- Duello de Meo Patacca e Marco Pepe, in collaborazione con A. Sansoni;
- Meo Patacca Tresteverino ossia Le memorabili feste fatte in Roma per la grande vittoria riportata dai Tedeschi contro i Turchi sotto le mura di Vienna nell'anno 1575 (manoscritto autografo conservato alla Biblioteca Nazionale Vittorio Emanuele II di Roma: signatura ms. 460);
- Li fornaciari, commedia in romanesco;
- La grevetta de Pescivola oppuro È un impiccio come n'imbrojo, tradotta in dialetto tresteverino;
- I grevi della Renella, commedia;
- Marco Pepe all'ospedale dei pazzi e sul pallone volante, ovvero La tombola a Villa Borghese, commedia in due atti in romanesco musicata dal maestro Giuseppe Clementi (1859);
- Meo Patacca er Greve e Marco Pepe la Crapetta, azione storica in romanesco, musicata da Cesare Galanti (1865).